# ژردفکا
شهر ژردفکا (به روسی: Жердевка) در کشور روسیه و در اوبلاست تامبوف واقع شده‌است.

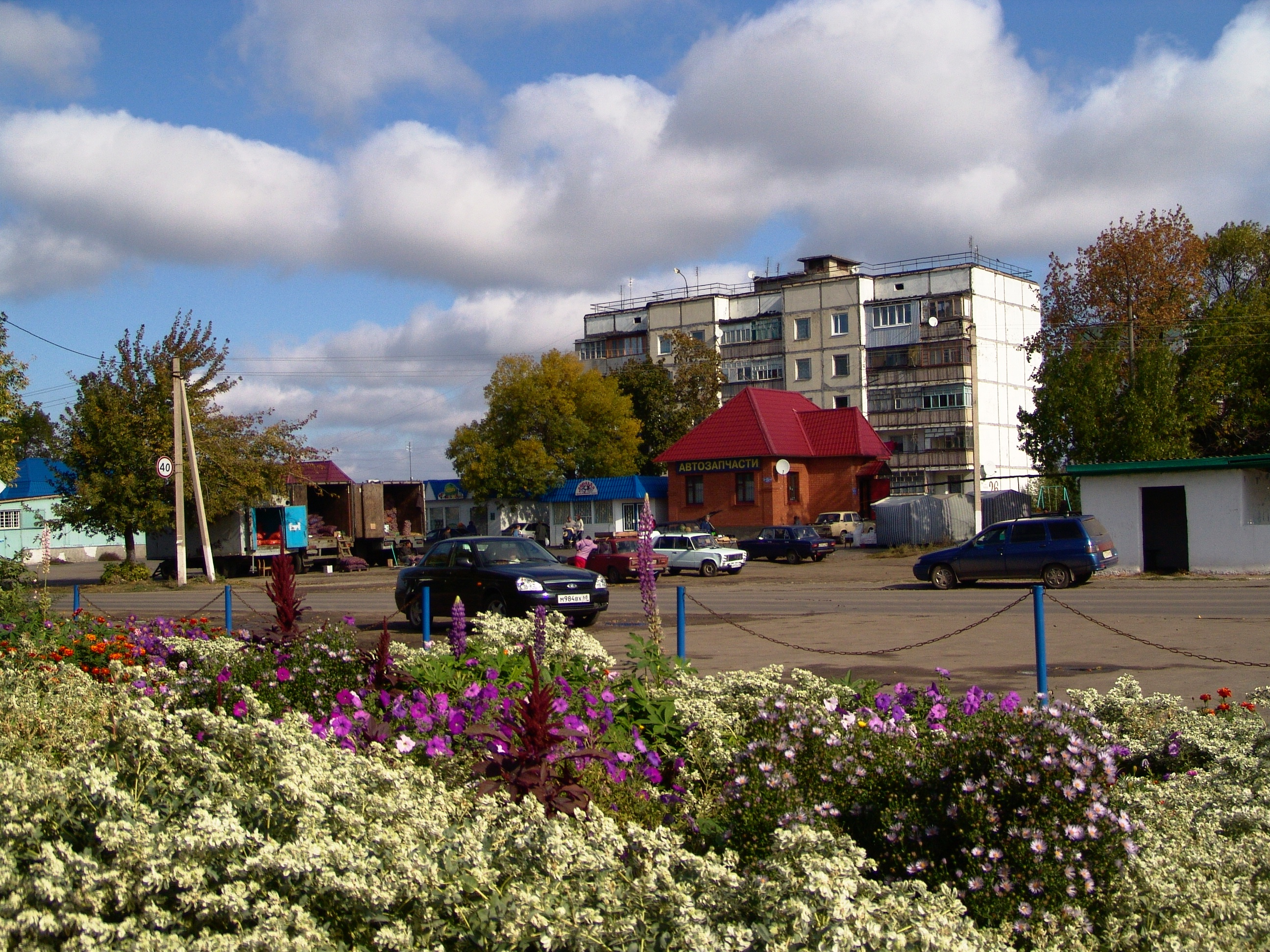